# Glenea nitidicollis
Glenea nitidicollis é uma espécie de escaravelho da família Cerambycidae. Foi descrita por Per Olof Christopher Aurivillius em 1920.

## Subespecie
- Glenea nitidicollis nitidicollis Aurivillius, 1920
- Glenea nitidicollis rufina Breuning, 1976